# Anthyllis aurea
Anthyllis aurea là một loài thực vật có hoa trong họ Đậu. Loài này được Welden miêu tả khoa học đầu tiên.